# 789 TCN
789 TCN là một năm trong lịch La Mã.